# Magda Foy
Magdelena Patricia Foy, detta  Magda (New York, 13 luglio 1905 – Port Jefferson, 2 febbraio 2000), è stata un'attrice statunitense, una delle prime attrici bambine del cinema americano, attiva anche nel teatro di Broadway, dal 1910 al 1917 (tra i 5 e i 12 anni d'età).

## Biografia
Magda Foy nasce a Manhattan, New York nel 1905. Entrambi i genitori sono attori: Patrick Foy (1855-1920) e Mary Foy (1872-1939).
Nel 1910 i genitori cominciano a lavorare ai Solax Studios, appena fondati e diretti dai coniugi Herbert Blaché e Alice Guy e destinati a diventare la più importante compagnia cinematografica pre-hollywoodiana negli Stati Uniti. Nel frattempo, nel gennaio dello stesso anno, Magda aveva debuttato con successo in teatro a Broadway nel musical Ragged Robin.
I coniugi Blaché decidono di puntare sulla bambina affidandole il ruolo di protagonista nella loro prima produzione cinematografica, A Child's Sacrifice (1910) diretta da Alice Guy. Magda interpreta il ruolo della figlia di una povera coppia di lavoratori. Con il padre senza lavoro a causa di uno sciopero e la madre malata, la bambina decide la vendere la sua bambola. Il suo sacrificio mette in moto una serie di eventi che conducono al lieto fine della vicenda.
Da allora a Magda, conosciuta come "The Solax Kid",  vengono affidati tutti i principali ruoli di bambino/a nei numerosi cortometraggi prodotti dalla compagnia tra il 1910 e il 1913, alternando ruoli da protagonista a ruoli di supporto.
La sua più celebrata interpretazione è in Falling Leaves (1912), nel ruolo della piccola che avendo udito che la sorella maggiore morra' di tubercolosi prima che l'ultima foglia cada, in un disperato tentativo di salvarla raccoglie le foglie cadute e le appende sugli alberi fuori della loro casa.
Nell'ottobre del 1914 Magda torna in teatro a Broadway in The Heart of a Thief, ma lo spettacolo chiude dopo solo otto rappresentazioni.
La sua carriera attoriale si conclude nel 1917 con una piccola parte nel suo primo e unico lungometraggio, Man's Woman, diretto da Traves Vale.
La sua vita da adulta si svolge al di fuori del mondo dello spettacolo.
Muore nel 2000 a Port Jefferson, NY, all'età di 94 anni.

## Riconoscimenti
- Young Hollywood Hall of Fame (1908-1919)

## Filmografia

### Cortometraggi
- A Child's Sacrifice, regia di Alice Guy (1910): The Daughter
- Grandmother's Love (1911): Little Girl
- Only a Squaw (1911): Little Mary
- The Will of Providence (1911): The Waif
- The Little Kiddie Mine (1911): Toots
- Baby’s Choice (1911): Baby
- Christmas Presents (1911): Widow Johnston's Daughter
- God Disposes, regia di Alice Guy (1912): Little Gladys Knight
- Sealed Lips (1912): The Smiths' Child
- Falling Leaves, regia di Alice Guy (1912): Trixie Thompson
- Child of the Tenements, regia di Alice Guy (1912): The Martins' Child
- The Detective's Dog, regia di Alice Guy (1912): Kitty Harper
- The Sewer, regia di Edward Warren (1912): Oliver
- Fra Diavolo, regia di Alice Guy (1912): Uncredited
- The Glory of Light (1912): Blind Man's Daughter
- Just a Boy (1912): Shorty
- The Reformation of Mary, regia di Alice Guy (1912): Frances Van Brunt
- The Strike (1912): The Little Girl
- Treasures on the Wing, regia di Alice Guy (1912): The Browns' Daughter
- The Love of the Flag (1912): The Draftsman's Son
- The Coming Sunbeam (1913): Sunbeam
- Blood and Water, regia di Alice Guy (1913): The Granddaughter
- A Child's Intuition (1913): Louise Wade

### Lungometraggi
- Man's Woman, regia di Traves Vale (1917): Young Girl

## Teatro
- Ragged Robin (Academy of Music, Broadway; 1910)
- The Heart of a Thief (Hudson Theatre, Broadway; 1914)